# Ryan Anderson (cestista 1988)
Ryan James Anderson (Sacramento, 6 maggio 1988) è un ex cestista statunitense di ruolo ala grande, professionista nella NBA.

## Caratteristiche tecniche
Ryan Anderson gioca da ala grande e può essere anche adattato a fare il centro; è definito uno stretch 4 per via della sua capacità a tirare ottimamente da 3 punti.

## Carriera

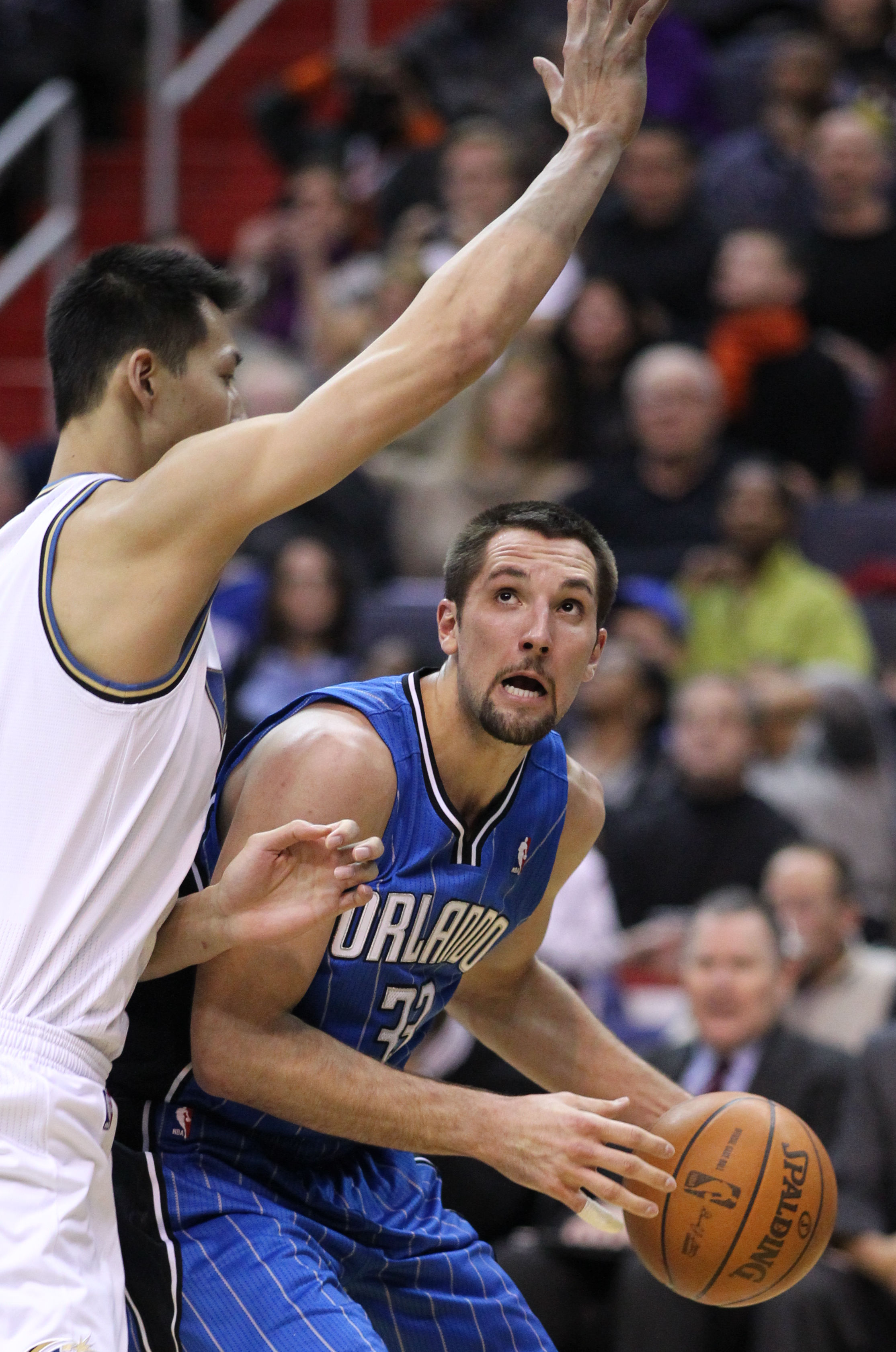
Ryan Anderson con la canotta dei Magic a contrasto con il giocatore all'epoca degli Washington Wizards Yi Jianlian. I due giocarono insieme durante la stagione 2008-2009 nelle file dei New Jersey Nets (ovvero l'anno da rookie di Anderson).

### L'anno da rookie: New Jersey Nets (2008-2009)
Venne selezionato con la 21ª scelta complessiva al Draft NBA 2008 dai New Jersey Nets. Debuttò in NBA il 29 ottobre 2008, nella vittoria per 95-85 contro i Washington Wizards. Verso l'inizio di marzo riesce a guadagnarsi il posto da titolare nei Nets soffiandolo al titolare Yi Jianlian.

### Il triennio agli Orlando Magic e la vittoria del MIP nel 2012 (2009-2012)
Il 25 giugno 2009 venne ceduto insieme a Vince Carter agli Orlando Magic in cambio di Rafer Alston, Tony Battie e Courtney Lee. Il 27 ottobre 2009 i Magic esercitano l'opzione sul suo contratto per la stagione 2010-11. Inizia la stagione 2009-2010 come ala grande titolare, al posto del sospeso Rashard Lewis. Disputò un buon inizio della stagione 2011-12 (accorciata dal Lockout NBA 2011-2012), compreso un record di 30 punti contro i New York Knicks. A fine stagione vinse l'NBA Most Improved Player Award.

### New Orleans Hornets / Pelicans (2012-2016)

#### Stagione 2012-13
L'11 luglio 2012, free agent, firmò un contratto sign-and-trade con i Magic venendo quindi ceduto ai New Orleans Hornets in cambio di Gustavo Ayón.
Ryan diventa subito importante per la squadra: il primo anno gioca 81 partite, anche se solo 22 partite, agendo così da sesto uomo vista la presenza nel suo ruolo della prima scelta assoluta al Draft NBA 2012, ovvero Anthony Davis. Nonostante lui sia il ricambio di Davis, tiene comunque ottime medie, tra cui i 30,9 minuti e 16,2 punti a partita.

#### Stagione 2013-14
Nella seconda stagione l'ala grande nativa di Sacramento partì più spesso nel quintetto titolare (anche a causa dei continui problemi fisici di Anthony Davis).
Il 2 dicembre 2013 mise a segno il suo career-high points: segnò 36 punti nella gara vinta dai New Orleans Pelicans contro i Chicago Bulls 131-128 a seguito di 3 overtime.

Tuttavia disputa soltanto 22 partite (14 da titolare) a causa di un grave infortunio al collo subito a seguito di uno scontro con il giocatore dei Boston Celtics (in una partita vinta dai Pelicans contro i celtici 95-92) Gerald Wallace in data 4 gennaio 2014 Anderson è costretto a terminare anzitempo la propria stagione.

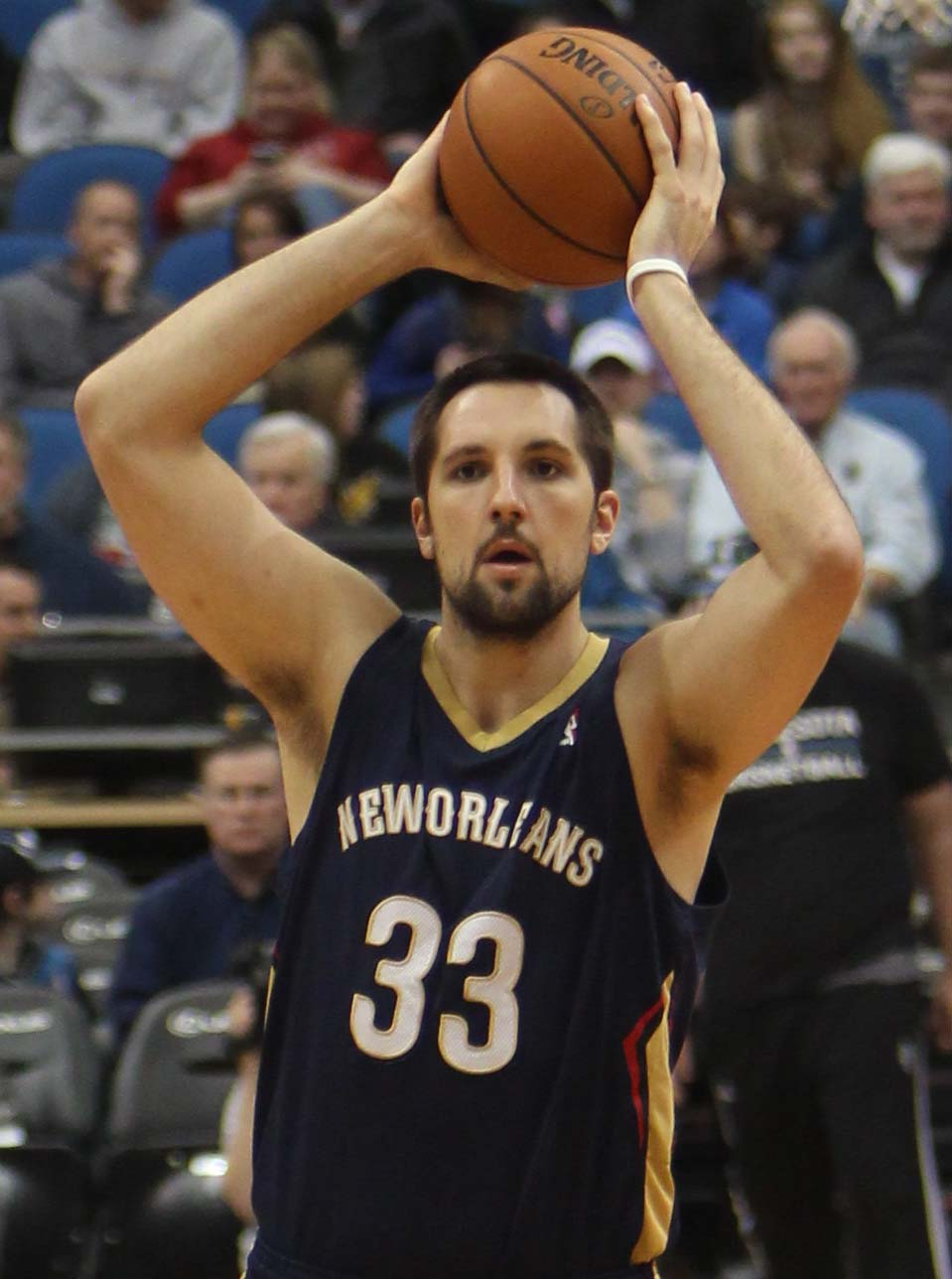
Ryan Anderson in azione con la canotta dei New Orleans Pelicans

#### Stagione 2014-15
Il 28 ottobre 2014 tornò in campo dopo l'infortunio: al suo ritorno giocò contra la sua ex squadra, ovvero gli Orlando Magic, mettendo a segno 22 punti e raccogliendo 9 rimbalzi in 22 minuti andando quasi in doppia-doppia. Durante la stagione Anderson disputa 61 partite di cui solo 5 da titolare. Alla fine della stagione la franchigia della Louisiana arriva a disputare i play-off per la prima volta dal 2011 (ovvero l'anno in cui il playmaker Chris Paul si trasferì ai Los Angeles Clippers). Tuttavia i Pelicans vengono eliminati per 4-0 dai Golden State Warriors futuri campioni NBA. In questa serie Anderson disputa 4 partite su 4 tutte partendo dalla panchina e tenendo una media di 10,8 punti a partita, il 41.7% da 3 punti e il 100% ai tiri liberi.

#### Stagione 2015-16
La stagione 2015-2016 per Ryan fu ottima dal punto di vista individuale dato che migliorò tutte le statistiche a livello individuale, nonostante lui subì un'ernia che lo costrinse a chiudere la stagione anzitempo a marzo, ma pessima a livello di squadra perché i Pelicans non riuscirono a tornare ai playoffs piazzandosi 11esimi nella graduatoria finale della Western Conference con un record di 30 vittorie e 52 sconfitte. Questo risultato fu causa anche degli infortuni degli altri pilastri della squadra, ovvero Anthony Davis, Eric Gordon, Jrue Holiday e Tyreke Evans. Eguagliò il proprio massimo di punti realizzandone 36 nel successo contro i Sacramento Kings del 29 gennaio 2016.

### Houston Rockets (2016-2018)

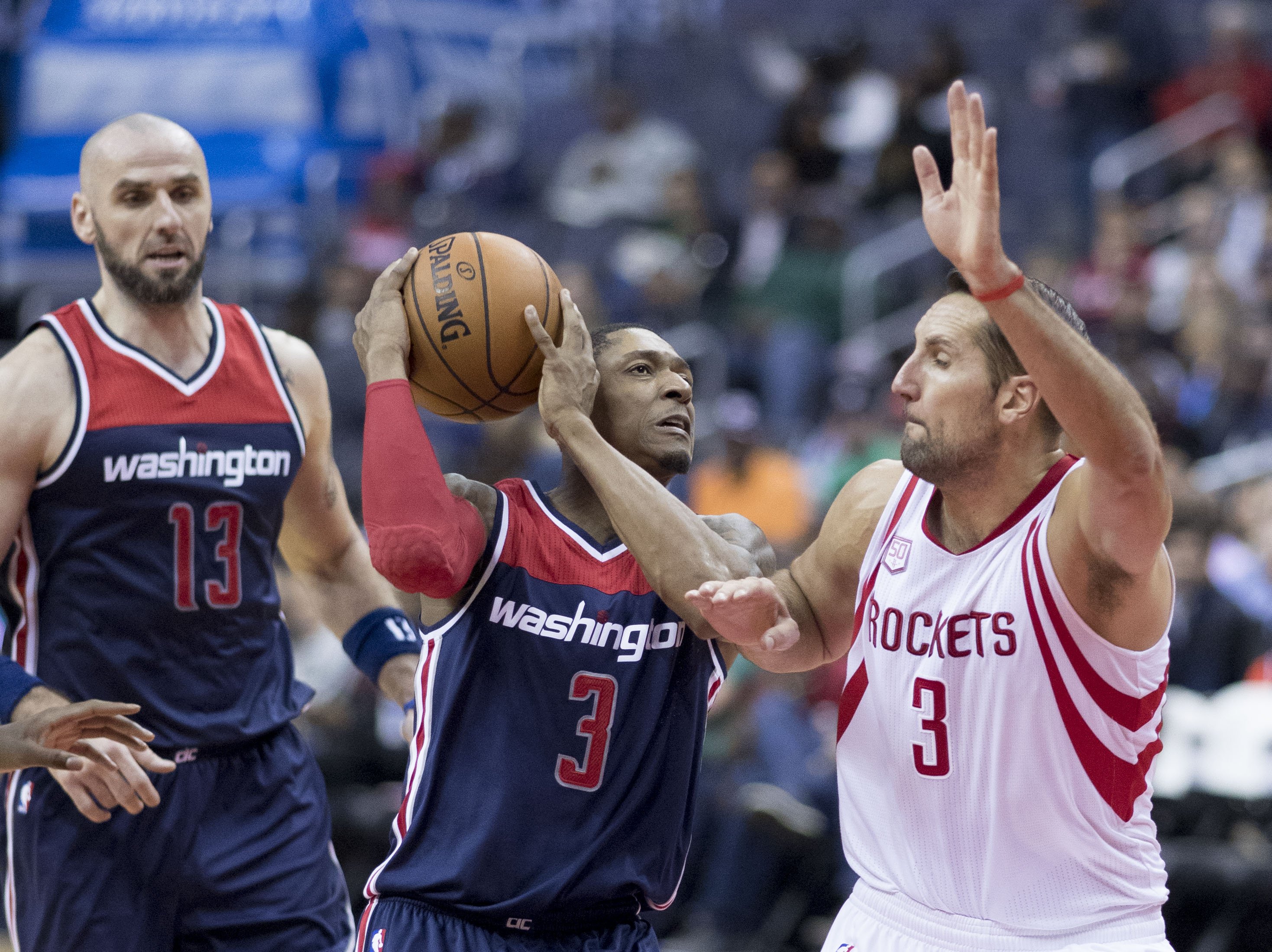
Ryan Anderson (destra) mentre contrasta Bradley Beal; a sinistra Marcin Gortat

Il 3 luglio 2016 dopo 4 anni in Louisiana andò a giocare negli Houston Rockets della stella James Harden e dell'allenatore italoamericano Mike D'Antoni firmando un quadriennale da 80 milioni di dollari. Tra l'altro insieme a lui si trasferì dai New Orleans Pelicans agli Houston Rockets la guardia Eric Gordon. Negli Houston Rockets Anderson svolge il ruolo di ala grande titolare, e per via delle sue ottime capacità nel segnare da 3 punti Anderson si rivelò subito molto importante per la squadra texana. Il 2 dicembre 2016 nella gara vinta per 132-127 dopo 2 overtime in trasferta contro i Golden State Warriors Anderson segnò 29 punti con 5-10 da 3 punti e 9-17 dal campo come percentuali (oltre che un 6-7 ai tiri liberi). Sfoggiò un'altra grande prestazione il 24 dicembre dello stesso anno nella gara persa per 115-109 in trasferta contro i Memphis Grizzlies mettendo a segno 31 punti.
L'anno successivo i Rockets acquistarono Chris Paul per aumentare la propria competitività; Anderson iniziò a trovare meno spazio rispetto all'anno passato tanto da giocare meno da titolare (50 volte su 66 complessive) e nei playoffs a un certo punto non viene più impiegato da coach D'Antoni.

### Phoenix Suns, Miami Heat e ritorno a Houston (2018-2019)
Il 31 agosto 2018 fu scambiato ai Phoenix Suns insieme con De'Anthony Melton. Gli Houston Rockets, sollevati dal pesante contratto di Anderson (che comunque ridusse il proprio salario garantito da 21 a 15,6 milioni di dollari), ricevettero in cambio Brandon Knight e Marquese Chriss. Tuttavia durante la sua militanza a Phoenix viene ignorato dall'allenatore dei Suns Igor Kokoškov, e gioca appena 15 partite con la franchigia dell'Arizona prima di venire ceduto.
Il 7 febbraio 2019 terminò la propria parentesi negativa a Phoenix venendo ceduto ai Miami Heat in cambio di Wayne Ellington e Tyler Johnson. Tuttavia anche a Miami trovò poco spazio giocando appena 10 partite, tanto che il 6 luglio venne tagliato.
Il 27 settembre 2019 fece ritorno ai Rockets, che tuttavia lo tagliarono il 18 novembre seguente dopo avere disputato solo due partite.

## Statistiche

### NCAA
| Anno      | Squadra         | PG | PT | MP   | TC%  | 3P%  | TL%  | RP  | AP  | PRP | SP  | PP   |
| --------- | --------------- | -- | -- | ---- | ---- | ---- | ---- | --- | --- | --- | --- | ---- |
| 2006-2007 | Calif. G. Bears | 33 | 33 | 33,2 | 47,6 | 38,2 | 79,8 | 8,2 | 0,5 | 0,7 | 0,5 | 16,3 |
| 2007-2008 | Calif. G. Bears | 33 | 33 | 32,8 | 49,0 | 41,0 | 86,9 | 9,9 | 1,4 | 0,4 | 0,5 | 21,1 |
| Carriera  | Carriera        | 66 | 66 | 33,0 | 48,4 | 39,6 | 84,1 | 9,0 | 1,0 | 0,5 | 0,5 | 18,7 |

#### Massimi in carriera
- Massimo di punti: 36 vs Nevada-Reno (28 novembre 2007)[26]
- Massimo di rimbalzi: 17 (2 volte)
- Massimo di assist: 4 vs Southern California (3 gennaio 2008)
- Massimo di palle rubate: 4 vs Arizona State (16 febbraio 2008)
- Massimo di stoppate: 2 (5 volte)
- Massimo di minuti giocati: 46 vs Arizona State (17 gennaio 2008)

### NBA

#### Regular Season
| Anno      | Squadra         | PG  | PT  | MP   | TC%  | 3P%  | TL%  | RP  | AP  | PRP | SP  | PP   |
| --------- | --------------- | --- | --- | ---- | ---- | ---- | ---- | --- | --- | --- | --- | ---- |
| 2008-2009 | N.J. Nets       | 66  | 30  | 19,9 | 39,3 | 36,5 | 84,5 | 4,7 | 0,8 | 0,7 | 0,3 | 7,4  |
| 2009-2010 | Orlando Magic   | 63  | 6   | 14,5 | 43,6 | 37,0 | 86,6 | 3,2 | 0,6 | 0,4 | 0,2 | 7,7  |
| 2010-2011 | Orlando Magic   | 64  | 14  | 22,1 | 43,0 | 39,3 | 81,2 | 5,5 | 0,8 | 0,5 | 0,6 | 10,6 |
| 2011-2012 | Orlando Magic   | 61  | 61  | 32,2 | 43,9 | 39,3 | 87,7 | 7,7 | 0,9 | 0,8 | 0,4 | 16,1 |
| 2012-2013 | N.O. Hornets    | 81  | 22  | 30,9 | 42,3 | 38,2 | 84,4 | 6,4 | 1,2 | 0,5 | 0,4 | 16,2 |
| 2013-2014 | N.O. Pelicans   | 22  | 14  | 36,1 | 43,8 | 40,9 | 95,2 | 6,5 | 0,8 | 0,5 | 0,3 | 19,8 |
| 2014-2015 | N.O. Pelicans   | 61  | 5   | 27,5 | 39,9 | 34,0 | 85,4 | 4,8 | 0,9 | 0,5 | 0,3 | 13,7 |
| 2015-2016 | N.O. Pelicans   | 66  | 7   | 30,4 | 42,7 | 36,6 | 87,3 | 6,0 | 1,1 | 0,6 | 0,4 | 17,0 |
| 2016-2017 | Houston Rockets | 72  | 72  | 29,4 | 41,9 | 40,4 | 86,0 | 4,6 | 0,9 | 0,4 | 0,2 | 13,6 |
| 2017-2018 | Houston Rockets | 66  | 50  | 26,1 | 43,1 | 38,6 | 77,4 | 5,0 | 0,9 | 0,4 | 0,3 | 9,3  |
| 2018-2019 | Phoenix Suns    | 15  | 8   | 18,5 | 31,7 | 20,6 | 78,6 | 3,0 | 1,1 | 0,2 | 0,1 | 3,7  |
| 2018-2019 | Miami Heat      | 10  | 0   | 4,4  | 22,2 | 33,3 | 50,0 | 0,9 | 0,2 | 0,1 | 0,0 | 0,7  |
| 2019-2020 | Houston Rockets | 2   | 0   | 7,0  | 28,6 | 20,0 | -    | 3,5 | 1,0 | 0,5 | 0,0 | 2,5  |
| Carriera  | Carriera        | 639 | 289 | 25,8 | 42,2 | 38,0 | 85,4 | 5,3 | 0,9 | 0,5 | 0,3 | 12,3 |

#### Play-off
| Anno     | Squadra         | PG | PT | MP   | TC%  | 3P%  | TL%  | RP  | AP  | PRP | SP  | PP   |
| -------- | --------------- | -- | -- | ---- | ---- | ---- | ---- | --- | --- | --- | --- | ---- |
| 2010     | Orlando Magic   | 9  | 0  | 9,9  | 31,0 | 28,6 | 100  | 3,5 | 0,3 | 0,2 | 0,2 | 2,6  |
| 2011     | Orlando Magic   | 6  | 0  | 24,5 | 26,7 | 30,0 | 100  | 4,5 | 0,5 | 0,8 | 0,2 | 4,7  |
| 2012     | Orlando Magic   | 5  | 5  | 34,4 | 34,1 | 40,0 | 85,7 | 4,6 | 0,8 | 0,6 | 0,4 | 9,6  |
| 2015     | N.O. Pelicans   | 4  | 0  | 23,8 | 44,4 | 41,7 | 100  | 4,3 | 2,3 | 0,0 | 0,5 | 10,8 |
| 2017     | Houston Rockets | 11 | 9  | 30,5 | 39,1 | 28,3 | 87,5 | 5,3 | 0,6 | 0,4 | 0,2 | 9,4  |
| 2018     | Houston Rockets | 11 | 0  | 8,6  | 35,0 | 33,3 | -    | 1,2 | 0,5 | 0,3 | 0,1 | 1,7  |
| Carriera | Carriera        | 46 | 14 | 20,3 | 36,3 | 32,5 | 91,7 | 3,7 | 0,7 | 0,4 | 0,2 | 5,7  |

#### Massimi in carriera
- Massimo di punti: 36 (2 volte)[27]
- Massimo di rimbalzi: 20 vs Philadelphia 76ers (30 gennaio 2012)
- Massimo di assist: 5 (3 volte)
- Massimo di palle rubate: 5 vs Milwaukee Bucks (3 marzo 2012)
- Massimo di stoppate: 3 (2 volte)
- Massimo di minuti giocati: 57 vs Chicago Bulls (2 dicembre 2013)

## Palmarès
- NBA Most Improved Player Award (2012)

## Vita privata
È stato fidanzato per due anni con la modella Gia Allemand fino alla morte di questa, avvenuta il 14 agosto 2013 per un apparente suicidio.